# Los Morancos
Los Morancos de Triana, més coneguts com Los Morancos, són un duo d'humoristes espanyols formats pels germans César Cadaval (el menor) i Jorge Cadaval (el major), originaris del barri sevillà de El Tardón, a Triana.

## Història
Van començar realitzant actuacions populars per tota Andalusia. Apareixen per primera vegada en televisió en el programa Un, dos, tres... del 17 de febrer de 1984 dedicat a "Les revistes del cor", com a secundaris en un sketch protagonitzat per Analía Gadé i Antonio Fraguas de Pablo, sense aparèixer en els crèdits, per la qual cosa el seu definitiu salt a la fama no es va produir fins a uns mesos més tard, en la gala de Nit de cap d'any de TVE, Viva 85, on feien una paròdia de flamenc en anglès que els va servir d'impuls nacional.
Es van fer fixos en el concurs televisiu Un, dos, tres... responda otra vez l'any 1985. Les seves caricatures de personatges famosos (dels quals tenen un ampli repertori), se sumen als que elaboren de la seva pròpia collita i que es fan famosos en poc temps.
En 1989 i 1990 van passar pel programa d'entreteniment Pero... ¿esto qué es? on van participar com a humoristes parodiant a personatges famosos amb una durada de 10 a 15 minuts aproximadament.
En 1992 es van aventurar amb el cinema i van realitzar la pel·lícula Sevilla Connection on van participar també com a guionistes.
En 1993 van signar un contracte amb Televisió Espanyola (TVE) per a realitzar alguns programes. Les seves actuacions en teatres també són nombroses. En les festes de Nadal entre els anys 1999 i 2000 van realitzar diverses actuacions al Teatro Imperial de Sevilla.
També han realitzat en els seus propis programes entrevistes a personatges famosos (alguns ja imitats per ells). Van actuar al costat de Cristina ("tres cabezas" o "tresi" o "Tresca") passant per totes les emissores de televisió, tant nacionals com autonòmiques d'Espanya.
A tot això cal afegir la seva col·laboració en programes de ràdio com Protagonistas, de Luis del Olmo, en el programa del qual imitaven sovint al presentador, atès que aquest gairebé mai podia assistir als estudis des d'on s'emetia el programa perquè, segons ell, li enxampava molt lluny i preferia dedicar-se temps a ell mateix. En aquest programa també parodiaven als seus més famosos personatges, Antonia y Omaíta.
La paròdia d'Antonia i Omaíta va culminar en la sèrie El retorno de Omaíta a Televisió Espanyola, on van debutar nous personatges dirigits al públic infantil Kiki (Santiago de los Reyes), Juanillo (Nicolás López), y Saray (Azahara María Urbano).
La seva versió de la cançó del grup moldau O-Zone "Dragostea din tei", a la que anomenaren "Marica tú" es va fer famosa en molts països d'Hispanoamèrica, en particular en Veneçuela, l'Equador, Mèxic, Perú, Argentina, Puerto Rico, Uruguai, Cuba, República Dominicana Xile i Colòmbia La lletra reivindicativa i la repetitiva tonada "Fiesta, fiesta, y pluma, pluma gay" van fer de la versió una espècie de himne gai internacional.
En 2010 César Cadaval participa en una "Chirigota" al Carnestoltes de Cadis anomenada "Los Pre-paraos" larribant a Semifinals.
En 2012 van presentar "¡Qué buen puntito!" els dijous a Canal Sur Televisión.
HFins a 2014 van col·laborar esporàdicament en el programa de ràdio Así son las mañanas d'Ernesto Sáenz de Buruaga.
En 2015 Los Morancos participaren en el nou videoclip de l'artista algesirenc Canelita.
L'estiu de 2015 presentaren el concurso de televisió Jugamos en casa, a La 1 de TVE.
El 30 de març de 2017 aparegueron en el programa de televisió El Hormiguero.
A partir del 3 de novembre de 2017 Los Morancos van estar al Teatre Apolo de Madrid amb el seu espectacle "Antónimos".
En 2019, amb motiu del 40 aniversari de Los Morancos, són entrevistats en Mi casa es la tuya de la cadena Telecinco.

## Televisió
- Mi casa es la tuya (2019)
- El Hormiguero (2017)[12]
- Jugamos en casa (2015) TVE

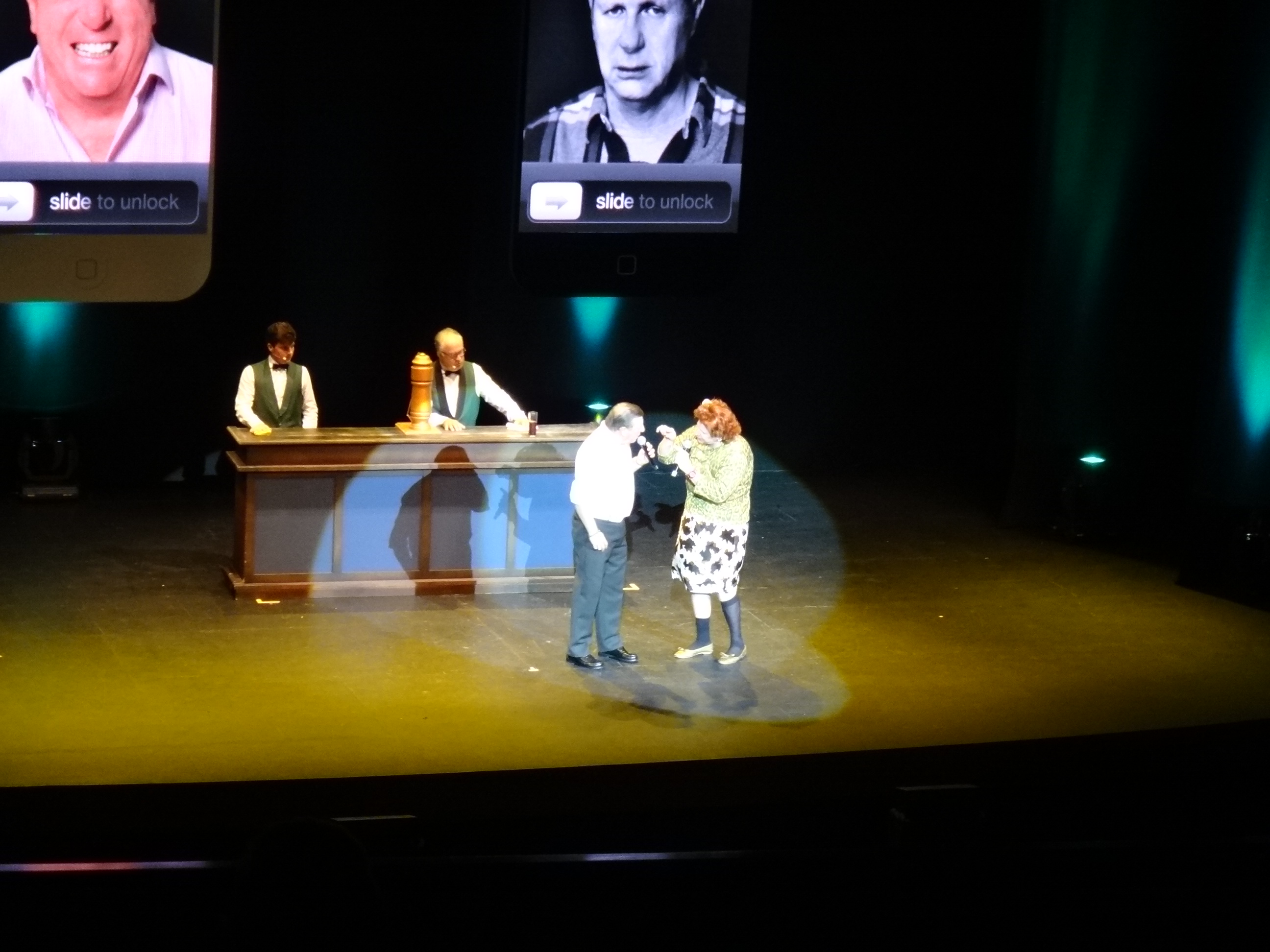
Actuación

- ¡Que noche la de Reyes! (Especial de Reis) (2015)
- Pequeños Gigantes (Només Jorge)(jurat)
- La puerta del tiempo (Especial de Cap d'Any de TVE) (2013)
- Tu cara me suena (Només Jorge): Com a concursant i finalista de Tu cara más solidaria (2013)
- Qué buen puntito (Presentadors, Antonia y Omaita) (2011-2012) (Canal Sur)
- Carnaval de Cádiz (Només César) (2010)
- Tú sí que vales (Com a jurat) (2009)
- Pánico en el plató (2009)
- DEC (2009)
- ¡Mira quién baila! (2008): Jorge com a concursant i César com a jurat.
- Tú sí que vales (Com a jurat) (2008)
- Morancos 007 (2007) (TVE)
- Morancos Channel nº 5 (2006)
- Los Reorridos con todas las maneras (2005-2008)
- Moranquissimo (2004-2005)
- El retorno de Omaíta (2003) (TVE)
- Especies protegidas (Especial) (2002) (TVE)
- The Morancos Chou (2002) (TVE)
- Omaita en la primera (2001) (TVE)
- El burladero (2000)
- Por un puñado de euros (1999) (TVE)
- A corazón abierto (Especial) (1999)
- Será por milenios (Especial) (1999)
- Con vistas al mar (Especial) (1998)
- Aligera y pon ya la primera (Especial de Cap d'Any de TVE) (1998)
- Entre Morancos y Omaítas T2 (1998) (TVE)
- Navidades a 20 duros (Especial de Nadal de TVE) (1997)
- La primera en la frente (Especial) (1997) (TVE)
- Suerte y al toro (Especial) (1997)
- Entre Morancos y Omaítas T1 (1997) (TVE)
- Dos Morancos para hoy (1997)
- Vaya veranito (1996)
- Navidad a 20 duros (1996) (TVE)
- Llevátelo calentito de verdad (1996)
- Llévatelo calentito (1995)
- Un día entero de vacaciones (Especial) (1994)
- Directo al turrón (1994)
- Eráse una vez Los Morancos (1994) (TVE)
- Bienvenidos a la feria (1994)
- Cincuenta y cinco minutos en Pekín (Especial) (1993)
- Hasta aquí hemos llegado (Especial de Cap d'Any de TVE) (1993) (TVE)
- Sevilla Connection (1992) (guionistas)
- El gordo (1991-1992)
- Pero... ¿esto qué es? (1989-1990)
- Pensión el patio (1989) (Canal Sur)
- Viva 85 (1985)
- Un, dos, tres... responda otra vez (1991)
- No hay moranco bueno

## Doblatges
- Hop Jorge com Carlos i Cesar com Felipe/Phil